# باسكارا
بلدية باسكارا (بالإسبانية: Báscara) هي بلدية تقع في مقاطعة جرندة التابعة لمنطقة كتالونيا شمال شرق إسبانيا.

## الديموغرافيا
بلغ عدد سكان بلدية باسكارا 985 نسمة عام 2011 (وفقاً للمعهد الوطني الإسباني للإحصاء).
| 770 | 803 | 845 | 877 | 915 | 946 | 985 |

## أعلام
- روزا ماريا برافو